# Monteverde de Don Pedro-Juan Adalid
Monteverde de Don Pedro-Juan Adalid este o arie protejată (arie specială de conservare — SAC, sit de importanță comunitară — SCI) din Spania întinsă pe o suprafață de 483,1 ha, integral pe uscat.

## Localizare
Centrul sitului Monteverde de Don Pedro-Juan Adalid este situat la coordonatele 28°49′48″N 17°54′40″W / 28.8299°N 17.911°V.

## Înființare
Situl Monteverde de Don Pedro-Juan Adalid a fost declarat sit de importanță comunitară în octombrie 1999 pentru a proteja 2 specii de plante. Situl a fost protejat și ca arie specială de conservare în ianuarie 2010.

## Biodiversitate
Situată în ecoregiunea , aria protejată conține 2 habitate naturale: Păduri macaroneziene de dafin (Laurus, Ocotea), Pajiști macaroneziene cu vegetație endemică.
La baza desemnării sitului se află mai multe specii protejate de  plante (2): Vandenboschia speciosa, Woodwardia radicans.